# Primulin
Primulin je bojilo koja sadrži benzotiazolski prstenasti sustav. Sam primulin poznat je i pod nazivom direktna žuta 7, karnotin ili C.I. 49010. Primulini se smatraju derivatima dehidrotiotoluidina (aminobenzeniltoluilmerkaptana), koji se dobiva kada se para toluidina zagrijava sumporom osamnaest sati na 180 do 190 ° C, a zatim sljedećih šest sati na 200 do 220 ° C. Dehidrotiotoluidin nije sam po sebi je bojilo, ali ako se zagrijavanje izvodi na višoj temperaturi u prisutnosti više sumpora, tada se stvara baza koja daje sulfoniranje primarne žute boje.
Primulinska žuta smjesa je natrijevih soli i vjerojatno u kombinaciji sadrži najmanje tri tiazolna prstena. Riječ je o važnom bojilu za pamuk, ali se može dijazotirati na vlaknu, a zatim razviti s drugim komponentama, dajući niz čvrstih bojila. Primulin je obično dostupan u obliku natrijeve soli. Primulin je fluorescentan. Tioflavin T dobiva se metilacijom dehidrotiotoluidina s metanolom u prisutnosti klorovodične kiseline. Tioflavin S je rezultat metilacije dehidrotiotoluidina sa sulfonskom kiselinom. Ova sulfonska kiselina oksidacijskim praškom za izbjeljivanje ili olovnim peroksidom, u alkalnoj otopini daje kloramin žutu boju, koja pamuk boji u prelijepu žutu boju.

## Tiazolska bojila
Tiazolska bojila sadrže kao kromofor tiazolski prsten koji je u položaju 2 vezan na aromatski prsten, a u položaju 4,5 kondenziran s aromatskim prstenom. Auksokrom im je aminogrupa. Osnovni proizvod za ova bojila, dehidrotio-p-toluidin, dobiva se grijanjem p-toluidina sa sumporom. Dehidrotio-p-toluidin se može upotrijebiti kao diazotacijska komponenta, no tako dobivena bojila svrstavaju se u azo-bojila. Daljim djelovanjem sumpora na višim temperaturama nastaju kondenzacijski produkti koji sadrže više tiazolskih prstena, takozvane primulinske baze. Djelovanjem sredstva za sulfoniranje na te baze nastaju direktna bojila za pamuk, koja se mogu na vlaknu diazotirati i kopulirati s aminima i fenolima u azo-bojila. Postignuta obojenja su žuta, narančasta, crvena ili smeđa. Takva se bojila mogu pripremiti i u supstanciji, i onda se ubrajaju u azo-bojila. Prisutnost tiazolskog prstena povećava supstantivnost, pa se on ugrađuje u molekule azo-bojila, metinskih, antrakinonskih, cijaninskih i sumpornih bojila. Tiazolska su bojila otporna prema blagim reduktivnim sredstvima i upotrebljavaju se zbog toga u obojenom tiskanju za bojanje jetkanih mjesta. Najvažniji je proizvod ove malobrojne grupe bojila primulin, C.I. 49000.